# Patrick Nuo

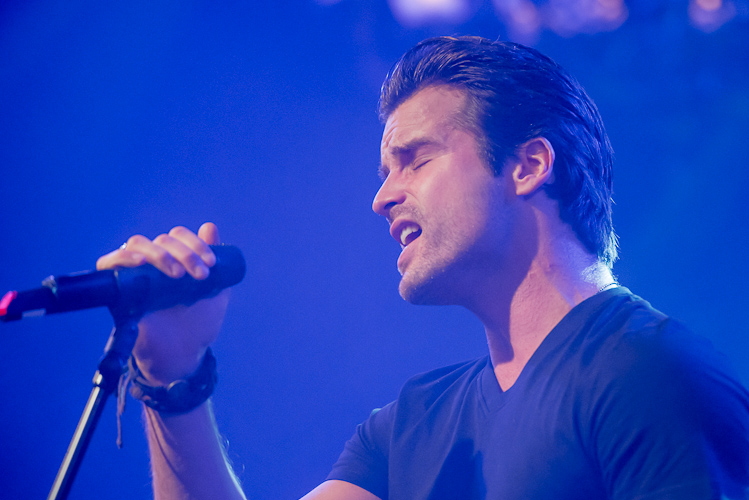
Patrick Nuo live im Hotel Schweizerhof Luzern (2012)

Patrick Nuo (* 31. August 1982 in Luzern) ist ein Schweizer Sänger.

## Leben
Patrick Nuo wurde in Luzern in der Schweiz als Sohn einer Schweizerin und eines Kosovo-Albaners geboren. Seine Kindheit verbrachte er in seinem Geburtsort und in Luthern. Nuo zog aus der Umgebung von Luzern nach Hamburg, wo er eine Karriere als Musiker beginnen wollte. Vor seiner Solokarriere war er Backgroundsänger. Nebenbei arbeitete er auch als Model für Benefizveranstaltungen und Korporationen. Er lebt seit einigen Jahren in Los Angeles und arbeitet international.
Nuo war von 2005 bis zur Scheidung 2011 mit der US-amerikanischen Schauspielerin Molly Schade verheiratet. Mit ihr hat er eine Tochter und einen Sohn.

## Künstlerische Laufbahn

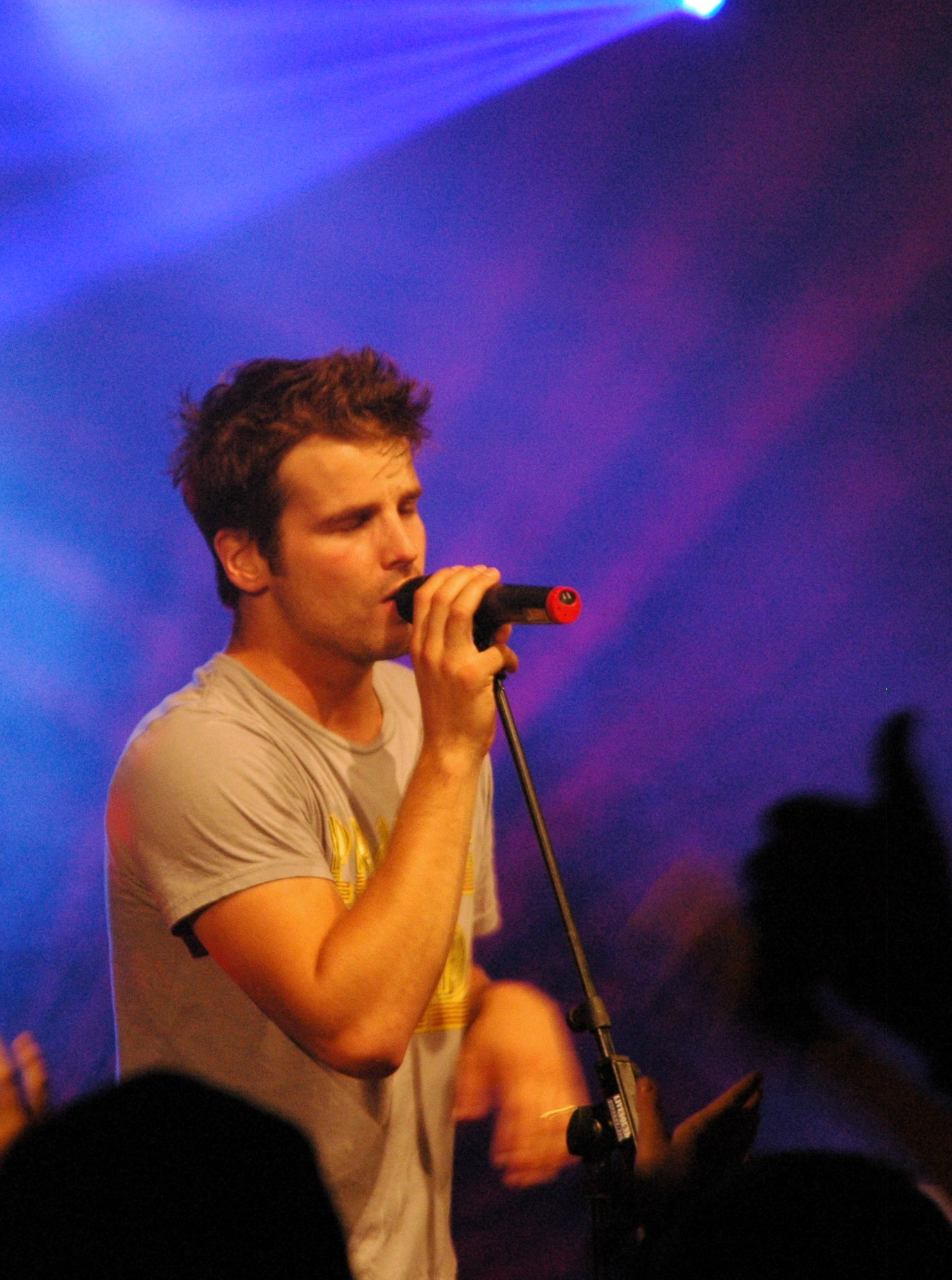
Patrick Nuo beim “Festival Wilhelmsdorf Live 2007”

Seine ersten beiden Singles (5 Days und Reanimate) schafften es bis in die Top 25 der Hitparade. Das Album landete auf dem 13. Platz der deutschen Albumcharts und Platz elf in der Schweiz. 2003 trat er bei den World Awards auf. Im selben Jahr gewann er den Bravo Otto und 2004 den Radio-Regenbogen-Award. Im Jahr 2004 sang er sein Lied Undone bei den Echo Awards, es reichte Platz 30. der deutschen und österreichischen Charts und war der Titelsong der RTL-Serie Die Kinderärzte von St.Marien 2007–2009. Ebenfalls 2004 beteiligte er sich am Band-Projekt Zeichen der Zeit und steuerte den Titel Underwater bei.
Als Schweizer nahm er an der Deutschen Vorentscheidung zum Eurovision Song Contest 2004 teil, erreichte in der ersten Runde aber keinen der ersten drei Plätze. 2005 kam sein zweites Album Superglue heraus, das in der Schweiz auf Platz vier landete und somit sein erfolgreichstes Album ist. Auch seine Single Beautiful schaffte es in die Top-10.
Im Jahr 2006 war er als Darsteller in neun Episoden der Telenovela-Serie Lotta in Love bei ProSieben zu sehen. Nach seinem Schauspieldebüt brachte er im selben Jahr die erste Single Watchin’ over You seines neuen Albums Nuo raus, welches 2007 veröffentlicht wurde. Die Single schaffte es in die Top-50 in der Schweiz und Deutschland. Das Album erreichte nicht die Top-100 der deutschen Albumcharts. In der Schweiz aber erreichte es Platz 66.
Am 13. Dezember 2007 war er bei ProSieben in der zweiten Staffel von Stars auf Eis zu sehen. Dort belegte er den zweiten Platz mit seiner Partnerin Pauline Schubert und sang auch den Song Finally aus seinem Album Nuo. Inzwischen schreibt Nuo seine Songs alle selbst.
Nuo war 2011 Jurymitglied bei der achten Staffel von Deutschland sucht den Superstar (DSDS). Beim TV total Turmspringen
am 12. November 2011 belegte er den dritten Platz. Von 2009 bis 2011 nahm Nuo regelmäßig als Feldspieler der FC St. Pauli Allstars im Rahmen des im Stadion Hoheluft in Hamburg stattfindenden Benefiz-Spiels Kicken mit Herz teil.
2013 war Nuo Teilnehmer der siebten Staffel von Ich bin ein Star – Holt mich hier raus!, bei der er den fünften Platz belegte und seine Pornosucht thematisierte. Im Dezember 2013 nahm er gemeinsam mit Dirk Moritz an der Realityshow Der VIP-Bus – Promis auf Pauschalreise teil.

## Diskografie

### Studioalben
| Jahr | Titel     | Höchstplatzierung, Gesamtwochen, AuszeichnungChartplatzierungen (Jahr, Titel, Platzierungen, Wochen, Auszeichnungen, Anmerkungen) | Höchstplatzierung, Gesamtwochen, AuszeichnungChartplatzierungen (Jahr, Titel, Platzierungen, Wochen, Auszeichnungen, Anmerkungen) | Höchstplatzierung, Gesamtwochen, AuszeichnungChartplatzierungen (Jahr, Titel, Platzierungen, Wochen, Auszeichnungen, Anmerkungen) | Anmerkungen                             |
| Jahr | Titel     | DE | AT | CH | Anmerkungen                             |
| ---- | --------- | --- | --- | --- | --------------------------------------- |
| 2003 | Welcome   | DE13 (7 Wo.)DE | AT72 (1 Wo.)AT | CH11 (16 Wo.)CH | Erstveröffentlichung: 4. September 2003 |
| 2005 | Superglue | DE29 (3 Wo.)DE | AT68 (2 Wo.)AT | CH4 (14 Wo.)CH | Erstveröffentlichung: 6. Mai 2005       |
| 2007 | Nuo       | — | — | CH66 (1 Wo.)CH | Erstveröffentlichung: 8. Juni 2007      |

### Singles
| Jahr | Titel Album                                | Höchstplatzierung, Gesamtwochen, AuszeichnungChartplatzierungen (Jahr, Titel, Album, Platzierungen, Wochen, Auszeichnungen, Anmerkungen) | Höchstplatzierung, Gesamtwochen, AuszeichnungChartplatzierungen (Jahr, Titel, Album, Platzierungen, Wochen, Auszeichnungen, Anmerkungen) | Höchstplatzierung, Gesamtwochen, AuszeichnungChartplatzierungen (Jahr, Titel, Album, Platzierungen, Wochen, Auszeichnungen, Anmerkungen) | Anmerkungen                             |
| Jahr | Titel Album                                | DE | AT | CH | Anmerkungen                             |
| ---- | ------------------------------------------ | --- | --- | --- | --------------------------------------- |
| 2003 | 5 Days Welcome                             | DE24 (13 Wo.)DE | AT24 (13 Wo.)AT | CH23 (19 Wo.)CH | Erstveröffentlichung: 28. März 2003     |
| 2003 | Reanimate Welcome                          | DE22 (7 Wo.)DE | AT56 (6 Wo.)AT | CH18 (10 Wo.)CH | Erstveröffentlichung: 11. August 2003   |
| 2003 | Welcome (To My Little Island) Welcome      | DE55 (8 Wo.)DE | — | CH44 (8 Wo.)CH | Erstveröffentlichung: 24. November 2003 |
| 2004 | Undone Welcome                             | DE30 (7 Wo.)DE | — | CH30 (6 Wo.)CH | Erstveröffentlichung: 19. März 2004     |
| 2005 | Girl in the Moon Superglue                 | DE38 (9 Wo.)DE | — | CH20 (8 Wo.)CH | Erstveröffentlichung: 7. Januar 2005    |
| 2005 | Beautiful Superglue                        | DE33 (9 Wo.)DE | AT7 (26 Wo.)AT | CH9 (15 Wo.)CH | Erstveröffentlichung: 22. April 2005    |
| 2006 | Watchin’ over You Nuo                      | DE52 (5 Wo.)DE | — | CH54 (6 Wo.)CH | Erstveröffentlichung: 26. Mai 2006      |
| 2007 | Too Late (To Save It with a Love Song) Nuo | DE83 (1 Wo.)DE | — | — | Erstveröffentlichung: 20. April 2007    |

Weitere Singles
- 2006: I’d Love to Fall in Love for Christmas (mit Edona)
- 2008: Finally
- 2009: Come on Now
- 2009: The Sun (mit Vivian)

## Filmografie

### Filme
- 2009: The Fury
- 2012: Das Traumhotel – Brasilien (Fernsehfilm)
- 2012: Crescendo (Kurzfilm)
- 2012: Tim Sander goes to Hollywood
- 2013: Smile Now, Cry later

### Serien
- 2006: Lotta in Love
- 2011: Deutschland sucht den Superstar (Jury, Staffel 8)
- 2013: Der VIP-Bus – Promis auf Pauschalreise
- 2013: Ich bin ein Star – Holt mich hier raus!